# BaraBooka
БараБука. Простір української дитячої книги" — перший український професійний інформаційний ресурс про видання для дітей та юнацтва.

## Історія
Ресурс започатковано восени 2013 року українською дитячою письменницею Тетяною Щербаченко та Фондом культури та інновацій «Футура». Головний напрям роботи сайту — рецензії на книжки, причому в центрі уваги перебувають українські автори, художники, перекладачі. Як пояснює редакція сайту, одне із завдань порталу — підтримка українського автора, художника та перекладача, об'єднання книжкових ініціатив.
На думку фахівців з видавничої справи поява порталу стала помітним явищем 2014 року.

## Проєкти

### Родинний клуб
У грудні 2014 року було відкрито родинний клуб «Барабуки», який організовує зустрічі для малечі та батьків з українськими письменниками, художниками і всіма, хто прагне, аби діти читали більше хороших книжок. Найчастіше зустрічі відбуваються у форматі Родинних субот у приміщенні Національного музею Т. Шевченка. Графік та деталі найближчих зустрічей можна дізнатися на фейсбук-сторінці Родинного клубу «Барабуки».

### Щорічний топ видань для дітей
Наприкінці кожного року редакція БараБуки складає та презентує список найкращих, на думку авторів та експертів порталу, українських дитячих книжок.
У ТОП-6 найкращих видань для дітей від БараБуки 2014 року увійшли такі видання:
- книжка-картинка «Зірки та макові зернята» («Видавництво Старого Лева») Романи Романишин та Андрія Лесіва (Творча майстерня «Аґрафка»),
- повість для підлітків «Душниця» (видавничий дім «Києво-Могилянська академія») українського письменника-фантаста Володимира Арєнєва,
- «Мій маленький Київ» (видавництво «Laurus») — креативний путівник столицею для дітей,
- казкова повість Галини Ткачук «Вечірні крамниці вулиці Волоської» («Темпора»),
- «Зубасті задачки» («Видавництво Старого Лева») Кузька Кузякіна (Дмитра Кузьменка),
- білінгва «Скільки? / How many?» (видавництво «Братське») письменниці Галини Кирпи та художниці Ольги Гаврилової.

Список найкращих родинних видань 2015 року за версією БараБуки:
- дебют року в прозі — Олександра Дорожовець, авторка книжки «Старий будинок» (видавництво «Фонтан казок»),
- дебют року в ілюстрації — Андрій Щербак, ілюстратор книжки «Хуха Моховинка» (видавництво «Ми з тобою»),
- видавничий дебют року — «Чорні Вівці» (Чернівці),
- дитячий поет року — Олександр Дерманський, автор книжки «Бигимоти — не медмеді» (видавництво «Фонтан казок»),
- дитячий прозаїк року — Оксана Лущевська, авторка книжки «Пан Коцький, Міра і море / Mr. Catsky, Mira and the Sea» (видавництво «Братське»),
- ілюстраторка року — Віолетта Борігард (книжки «Пан Коцький, Міра і море / Mr. Catsky, Mira and the Sea», «Принцеса-кухарка», «Авіа, пташиний диспетчер» та ін.),
- пізнавальна книжка року — Оксана Караванська «Стильна книжка для панянки» («Видавництво Старого Лева»),
- класика родинного читання — «Українські народні казки» з ілюстраціями Юрія Галіцина (видавництво «Веселка»),
- батьківська книжка року — Світлана Ройз «Практическое ребенковедение» (видавництво «Ніка-Центр»),
- шпаргалка для вчителя — «Моя перша 1000 англійських слів» (видавництво «Віват/Pelican»), серія перевидань класики (видавництво «Основи»).

Переможці 2018 року:
- номінація «Ілюстратори року»: Романа Романишин та Андрій Лесів за пізнавальну книжку «Я так бачу» («Видавництво Старого Лева»),
- номінація «Дебют року в прозі»: Наталія Матолінець за роман «Варта у Грі» («АССА»),
- номінація «Дебют року в ілюстрації»: Катерина Сад за книжку-картинку «Ідея на мільйоооооон» («Видавництво Старого Лева»),
- номінація «Дебют видавництва»: «Легенда», м. Київ (за книжку Тетяни Стрижевської «Де ESC з моїх халеп?»,
- номінація «Поетична книжка року»: «Раз овечка, два овечка» Галини Крук, ілюстрації Ольги Барабах («Віват»),
- номінація «Перша книжка малюка»: вімельбух «Новорічні канікули» Інни Рудої («Каламар»),
- номінація «Пізнавальна книжка року»: «Вільям Шекспір» Валентини Вздульської, іл. Марія Мороз («ІПІО»),
- номінація «Родинна книжка року»: «Ням! Готують діти» Маші Сердюк, Юлії Нієдри, Марі Кінович («Братське»),
- номінація «Ілюстрована книжка року»: «Сова, яка хотіла стати жайворонком», текст: Галина Вдовиченко, ілюстрації: Христина Лукащук («Чорні вівці»),
- номінація «Підліткова книжка року»: «Знає тільки Мару» Олени Рижко (видавничий центр «Академія»),
- номінація «Підліткове фентезі року»: «Дитя песиголовців» Володимира Арєнєва, іл. Олександра Продана («Києво-Могилянська академія» / «АССА»),
- номінація «Соціальний проект року»: «Це зробила вона» / «Це теж зробила вона» («Видавництво»),
- номінації «Вибір читачів» за результатами читацького голосування перемогла книжка «Зуб» (авторка та ілюстраторка Надьожна (Надія Кушнір), «Книгаренька»).

Спецвідзнаки 2018 року:
- «Легенда української дитячої літератури»: Сергій Іванюк (Оксеник) «Вбивство п'яної піонерки» («Видавництво Старого Лева»),
- «Партнерство року»: видавництво «Книгаренька» спільно з Літературною агенцією «BaraBooka» (книжка-картинка Надьожної «Зуб»),
- «Інтерактивний книжковий проект року»: «Мистецький Арсенал» спільно з «New Cave Media» за проєкт «Знайомство з Туконі» (за мотивами історії Оксани Були «Туконі. Мешканець лісу», «Видавництво Старого Лева»),
- «За яскравий гумор»: Сергій Лоскот за повість «Таємне завдання капітана Кепа», іл. Віталій Бугара («Ранок»),
- «Політ в дитліт»: Таня Малярчук за повість «Mox nox», іл. Катя Слонова («Видавництво Старого Лева»),
- «Медіапроект року»: «Книга-мандрівка. Україна» (Green Penguin + «#книголав»),
- «За популяризацію науки серед підлітків»: «ЛакіБукс» (книжки Кузька Кузякіна «#Щотакематематика?», Андрія Тужикова «Коротка історія технологій, або Як зрозуміти свій ґаджет», Аліни Штефан «Літо довжиною в ДНК»),
- «Книжковий PR року»: «1+1 Media» за проєкт «Щоденник Лоли» (видавництво «#книголав»).

### Презентації книжок
Одним із напрямків співпраці БараБуки з видавцями є презентація книжкових новинок у різних просторах. Низку презентацій за участі авторів і художників було проведено у Книгарні Є, а також під час виставок та фестивалів (Форум видавців у Львові, Книжковий арсенал, Країна мрій тощо).

## Експерти
Творче забезпечення здійснюється за участі експертної ради, членами якої є:
- Людмила Грицик, доктор філології, професор, завідувач кафедри теорії літератури, компаративістики і літературної творчості Інституту філології Київського національного університету імені Тараса Шевченка[6];
- Емілія Огар, професор кафедри видавничої справи та редагування Української академії друкарства[2];
- Сергій Іванюк, головний редактор журналу «Однокласник», письменник, журналіст, критик і перекладач, викладач Національного університету «Києво-Могилянська академія»[7];
- Наталя Марченко, книгознавець, старший науковий співробітник Інституту біографічних досліджень Національної бібліотеки України імені В. І. Вернадського;
- Сергій Руденко, телеведучий, книгознавець, головний редактор книжкового сайту «Буквоїд»[2];
- Тетяна Качак, доцент кафедри філології та методики початкової освіти Прикарпатського національного університету імені Василя Стефаника[6];
- Олег Дегтяренко, голова Фонду культури та інновацій «Футура», засновник компанії «Електронні архіви України»[6];
- Оксен Лісовий, директор Національного центру «Мала академія наук України»[6];
- Дмитро Стус, генеральний директор Національного музею Тараса Шевченка[2];
- Марія Семенченко, журналіст, книгознавець[6];
- Оксана Лущевська, дитяча письменниця, перекладачка, докторка наук у галузі освіти, акцент — дитяча література (Університет Джорджії, США).

## Команда
Очолює команду БараБуки Тетяна Стус (Щербаченко) — авторка дитячих книжок, артменеджерка, член журі премій та рейтингів у галузі дитячої літератури.
Редактор — Ольга Купріян, літературний критик, книжковий блогер, авторка літератури для підлітків.
Менеджер зі зв'язків з громадськістю — Анна Третяк, дослідниця дитячої літератури, літературний критик. 
Організатори подій у просторі БараБука — Анастасія Музиченко, дітознавиця[прояснити] та літературний критик, і Галина Ткачук, дитяча письменниця та дослідниця дитячої літератури.